# Guillaume Cale

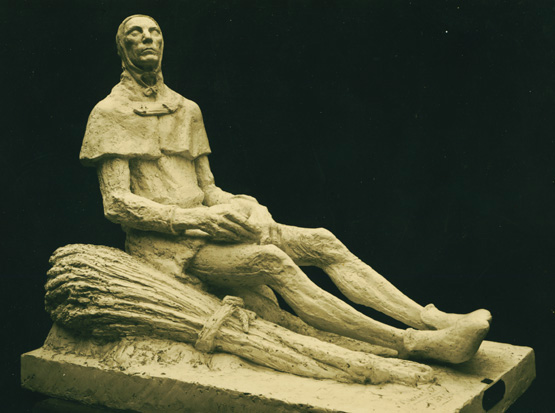
Guillaume Cale door de beeldhouwer Victor Nicolas (plaaster, 1934).

Guillaume Cale (ook: Guillaume Caillet of Callet of Karle, beter bekend als Jacques Bonhomme) was een gegoede Franse boer, mogelijk geboren in Mello in Beauvaisis, die bekendheid zou verwerven als leider van de gewelddadige boerenopstand Jacquerie, die in mei 1358 uitbrak en op 10 juni 1358 in de Slag bij Mello de kop in zou worden gedrukt. 
De afkomst van Cale en zijn leeftijd ten tijde van de opstand zijn onbekend.
Na het neerslaan van de opstand werd Guillaume Cale door Karel II van Navarra in de stad Clermont gemarteld en uiteindelijk met een aantal medestanders op het stadsplein onthoofd, nadat hij hem volgens de overlevering eerst met een roodgloeiende ijzeren band had gekroond tot Koning van de Jacques.